# HC Roma
Der Hockey Club Roma ist ein Hockeyverein aus der italienischen Hauptstadt Rom. Der 1968 gegründete Verein spielt in den römischen Stadtfarben Rot und Gelb und ist einer der erfolgreichsten italienischen Hockeyclubs. Es existieren nur Mannschaften im Herren- und Juniorenbereich, Damenhockey wird vom befreundeten Club Libertas San Saba angeboten, der dieselbe im Süden von Rom an der Via delle Tre Fontane gelegene Platzanlage nutzt. In der Rangliste der meisten Feldhockey-Meisterschaften steht der HC Roma mit sechs Titeln an dritter Stelle hinter Rekordmeister SG Amsicora aus Cagliari mit 20 Meisterschaften und dem siebenfachen Champion MDA Rom, dessen letzter Titel aber bereits von 1971 datiert.
Der HC Roma war 2011 Veranstalter der Euro Hockey Trophy, dem Unterbau zur Euro Hockey League. Dort erreichte der Verein das Finale, welches er mit 1:4 gegen den AHTC Wien verlor.

## Erfolge
| Europapokalbilanz Herren Feld |                          |        |       |           |
| Jahr                          | Wettbewerb               | Niveau | Platz | Ort       |
| 1990                          | Cup Winners Cup          | 1      | 7     | Barcelona |
| 1992                          | Club Champions Trophy    | 2      | 6     | Gibraltar |
| 2002                          | Club Champions Challenge | 3      | 1     | Cardiff   |
| 2003                          | Club Champions Trophy    | 2      | 3     | Rom       |
| 2004                          | Cup Winners Trophy       | 2      | 1     | Wien      |
| 2006                          | Cup Winners Trophy       | 2      | 1     | Wien      |
| 2007                          | Club Champions Challenge | 3      | 1     | Rom       |
| 2008                          | Club Trophy              | 2      | 4     | Paris     |
| 2010                          | Club Trophy              | 2      | 6     | Cardiff   |
| 2011                          | Club Trophy              | 2      | 2     | Rom       |
| 2012                          | Club Trophy              | 2      | 4     | Lille     |

- EuroHockey Club Champions Challenge: 2002, 2007
- EuroHockey Cup Winners Trophy: 2004, 2006
- Italienischer Feldhockey-Meister: 1990/91, 2000/01, 2001/02, 2005/06, 2006/07, 2009/10
- Italienischer Hallenhockey-Meister:  1999/00, 2000/01, 2002/03, 2003/04, 2005/06, 2006/07
- Italienischer Feldhockey-Pokalsieger:  2004/05, 2009/10

- Italienischer Feldhockey-Meister U14: 1970, 1979, 1981, 2004
- Italienischer Feldhockey-Meister U16: 1979, 1983
- Italienischer Feldhockey-Meister U18: 1968, 1970, 1971, 1974, 1975, 1980, 1982, 1984, 1985, 1988, 2009
- Italienischer Hallenhockey-Meister U16: 1998/99, 1999/00